# Pałecznica (województwo małopolskie)
Pałecznica – wieś w południowej Polsce położona w województwie małopolskim, w powiecie proszowickim, siedziba gminy Pałecznica.
W latach 1975–1998 miejscowość położona była w województwie kieleckim.

Integralne części miejscowości: Besek, Organy, Piwniczyska, Wnuków, Wysiołek.

Przez wieś przebiega szlak Małopolska Droga św. Jakuba.

## Historia
Pierwszy raz Pałecznica pojawia się w przekazach historycznych w 1325 jako wieś królewska. Na dwór odprowadzano z niej artykuły spożywcze. W XV wieku na potrzeby wojska rozwinęło się rzemiosło i kowalstwo. Wzmianka historyczna o Pałecznicy pojawia się też w „Liber Beneficjum” Jana Długosza. W okresie rozwoju reformacji na ziemiach polskich podkomorzy łęczycki Stanisław Lasocki w 1551 r. przekształcił kościół w zbór kalwiński. W 1584 r. kościół przekształcony na zbór braci polskich stał się jednym z najważniejszych ośrodków tego ruchu w Polsce. Został on zwrócony katolikom 33 lata później w okresie kontrreformacji. Pod koniec XVI wieku – parafia znajdowała się w dekanacie wrocimowicki, wieś w powiecie proszowickim województwa krakowskiego. Opis miejscowości z 1887 r. wymienia:
Wieś, folwark i dobra nad rzeką Łoszówką, powiat miechowski, gmina i parafia Pałecznica, w pobliżu drogi bitej ze Skalbmierza do Proszowic posiada kościół parafialny murowany i szkołę gminną. W końcu XIX w. Pałecznica stała się siedzibą gminy.
"W nieokreślonym bliżej czasie, w każdym razie w pierwszej ćwierci XIX w., nabył Ludwik Morstin od Dobińskich dobra Pałecznica w powiecie proszowskim, a wraz z majątkiem dostał mu się zbiór archiwalno-biblioteczny" (K. Muszyńska, Katalog Rękopisów BN, t. VII, Warszawa 1969, s. IX). Obecnie zbiory te znajdują się w Bibliotece Narodowej w Warszawie.

## Zabytki
- Kościół parafialny pw. św. Jakuba Apostoła – został wpisany do rejestru zabytków nieruchomych województwa małopolskiego[7].

Pałecznica - kościół
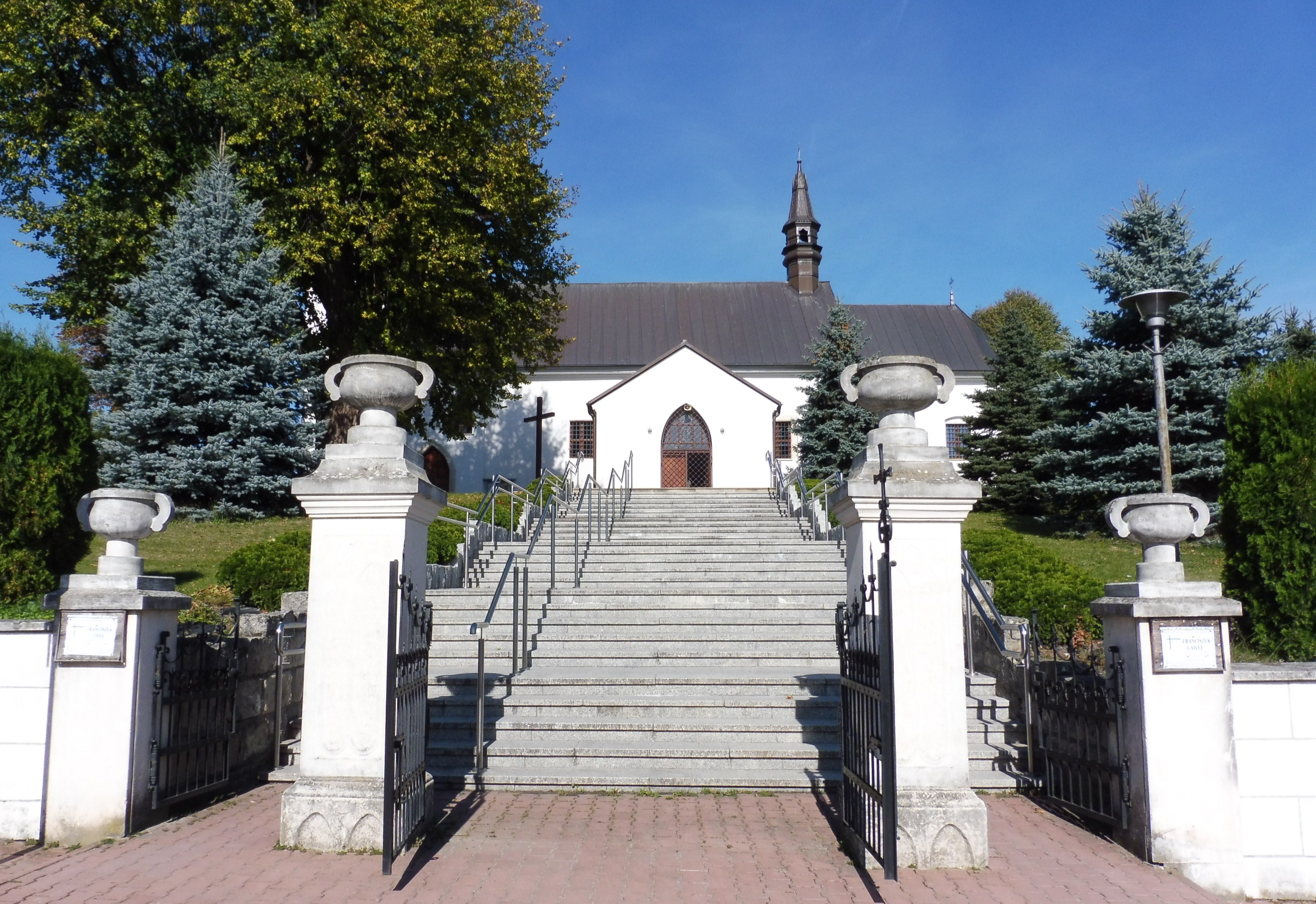
Widok od strony kruchty
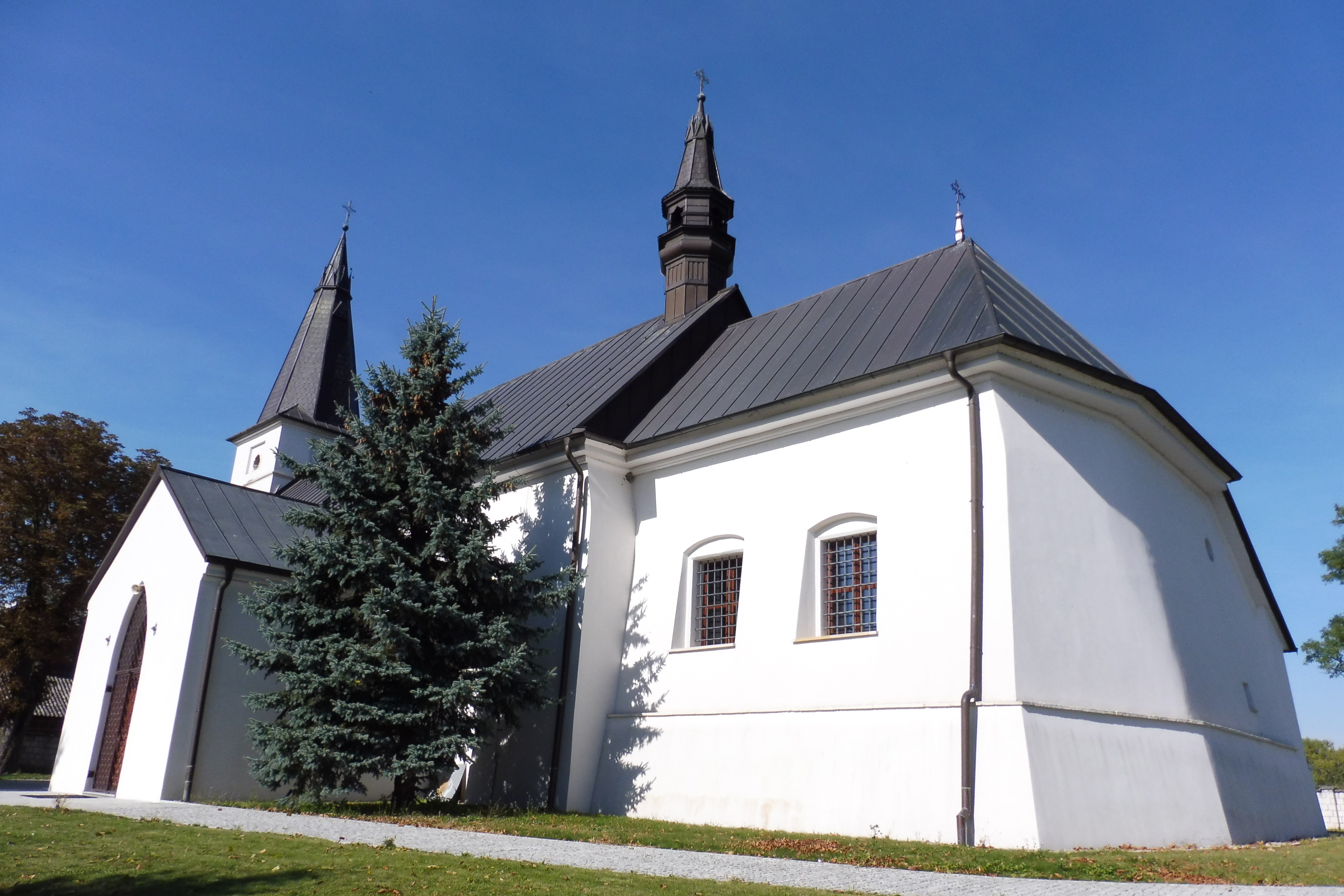
Widok od strony prezbiterium

## Znane osoby związane z Pałecznicą
- Ireneusz Raś – historyk i polityk.
- Dariusz Raś – prałat archidiecezji krakowskiej, archiprezbiter kościoła Mariackiego.

## Geografia
Pałecznica stanowi część Płaskowyżu Proszowickiego, będącego fragmentem Wyżyny Małopolskiej. Wysoka bonitacja gleb predestynuje ten obszar do produkcji rolnej. Odległość od Proszowic 12 km na północ, od Krakowa 38 km na północny wschód.